# Балван
 Тази статия е за селото в България.  За едното щипско село вижте Горни Балван.  За другото вижте Долни Балван.
Балван е село в Северна България. То се намира в община Велико Търново, област Велико Търново.

## География
Лежи на Републикански път I-4 между Севлиево (28 km) и Велико Търново (19 km).

## История
До Освобождението е село с турско население, българската махала на селото е била в настоящото село Ветринци, което до 1944 г. се е наричало „Балван махала“.
При избухването на Балканската война в 1912 година 2 души от Балван са доброволци в Македоно-одринското опълчение.

## Поминък
Има мелница с „производство и продажба на широка гама ръжени и пшенични брашна, без подобрители и консерванти.
През 1948 г. е национализирана валцова мелница „ЕМА“,собственост на забележителния предприемач Станчо Хаджидимитров от гр. Дряново, а след промените е върната на неговите наследници.

## Обществени институции
- Читалище „Нива“,
- Основно училище „Свети Иван Рилски“,
- Целодневна детска градина,
- Дом за стари хора, сайт milostiv.org/411
- Църква „Св. Иван Рилски“. През 1913 година храмът претърпява сериозни щети от горнооряховското земетресение, след което с дарения и труд на жителите на селото е съграден и изрисуван отново. Църквата се намира на центъра на селото. През 2018 се отбелязаха 135 години от построяването и освещаването на църквата. Строителството на църквата в Балван започва през 1882 година, а на 19 октомври 1883 година тя вече е завършена и осветена.[4] Тъй като това става в деня на Св. Иван Рилски Чудотворец, храмът е наречен на името на небесния покровител. С разрешение на Св. Велико Търновски Митрополит Климент през 1882 г. се е построил храма в селото в подарения от турчина Мехмед Мехмедоолу двор.[5] През периода 1939 – 1942 г. църквата е изографисана и електрифицирана.

## Население
Численост на населението според преброяванията през годините:
| \| Година на преброяване \| Численост \| \| --------------------- \| --------- \| \| 1934 \| 1808 \| \| 1946 \| 1653 \| \| 1956 \| 1452 \| \| 1965 \| 1119 \| \| 1975 \| 1070 \| \| 1985 \| 793 \| \| 1992 \| 766 \| \| 2001 \| 635 \| \| 2011 \| 539 \| \| 2021 \| 435 \| |           |
| Година на преброяване | Численост |
| 1934 | 1808      |
| 1946 | 1653      |
| 1956 | 1452      |
| 1965 | 1119      |
| 1975 | 1070      |
| 1985 | 793       |
| 1992 | 766       |
| 2001 | 635       |
| 2011 | 539       |
| 2021 | 435       |

### Етнически състав
Преброяване на населението през 2011 г.
Численост и дял на етническите групи според преброяването на населението през 2011 г.:
|                     | Численост | Дял (в %) |
| Общо                | 539       | 100.00    |
| Българи             | 326       | 60.48     |
| Турци               | 141       | 26.15     |
| Цигани              | 19        | 3.52      |
| Други               | 0         | 0.00      |
| Не се самоопределят | 0         | 0.00      |
| Неотговорили        | 53        | 9.83      |

## Родени
- Минчо Панов – юрист, депутат в VI ВНС (1946 – 1949) г. и виден деятел на БЗНС. Дългогодишен концлагерист в „Куциян“ и „Белене“.
- Нено Неновски – виден български юрист и учен, член на Конституционния съд на Република България (1991 – 1994)
- Стоян Пенчев Шиков – един от създателите на Комитета за опазване на природната среда – днес Министерство на околната среда и водите.
- Лиляна Дичева – българска художничка, живописец (1928 – 2018).
- Христо Колев Йорданов (1911 – 1995) – анархист, политически затворник и концлагерист, почетен главен радактор на вестник „Свободна Мисъл“.